# Jekatierina Abramowa
Jekatierina Konstantinowna Abramowa (ros. Екатерина Константиновна Абрамова; ur. 14 kwietnia 1982 w Leningradzie) – rosyjska łyżwiarka szybka, brązowa medalistka olimpijska.

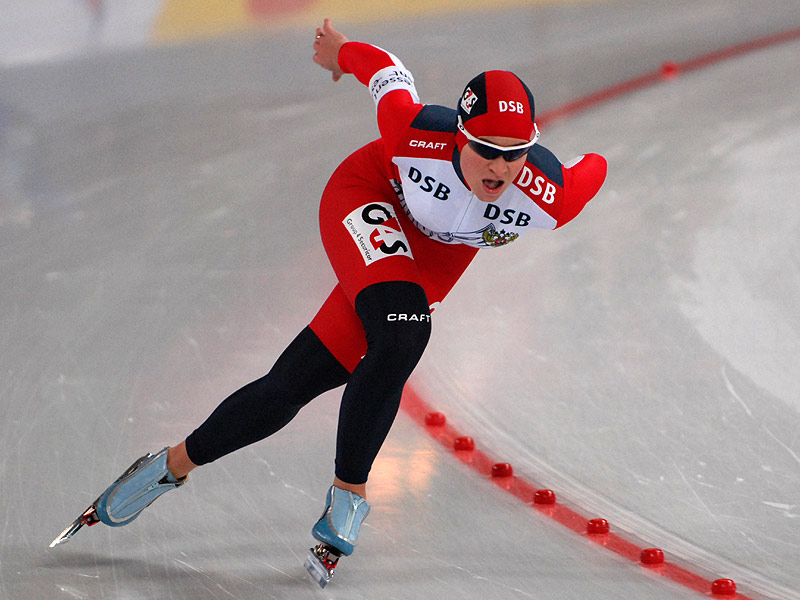
Jekatierina Abramowa w trakcie Pucharu Świata w łyżwiarstwie szybkim (2007-2008)

## Kariera
Największy sukces w karierze Jekatierina Abramowa osiągnęła w 2006 roku, kiedy wspólnie z Jekatieriną Łobyszewą, Warwarą Baryszewą, Galiną Lichaczową i Swietłaną Wysokową zdobyła brązowy medal w biegu drużynowym podczas igrzysk olimpijskich w Turynie. W startach indywidualnych była dziewiąta w biegu na 1000 m, a na dystansie 1500 m zajęła 21. miejsce. Na rozgrywanych cztery lata później igrzyskach w Vancouver zajęła 32. miejsce w biegu na 1500 m. Nigdy nie zdobyła medalu mistrzostw świata, jej najlepszym wynikiem było czwarte miejsce w biegu drużynowym wywalczone podczas dystansowych mistrzostw świata w Heerenveen. Wielokrotnie startowała w zawodach Pucharu Świata, odnosząc przy tym trzy zwycięstwa drużynowe. Najlepsze rezultaty osiągała w sezonie 2006/2007, kiedy była szesnasta w klasyfikacji końcowej 1500 m.